# Suite
 For alternative betydninger, se Suite (flertydig). (Se også artikler, som begynder med Suite)
En suite (partita, partie – egl. følge, række, samling, sammenhæng) er inden for musikken en betegnelse for en af de ældste cykliske musikformer, der bestod i en række løst sammenkædede dansestykker af forskellige tempi, takt og karakter, samlet til et hele, hvori den bindende tråd var den fælles toneart.
De første suiter var skrevet for blæseinstrumenter og udførtes i reglen under åben himmel; senere overførtes formen til klaveret (François Couperin) og strygeorkestret (Bach, Händel). Antallet af satser var temmelig vilkårligt, dog ikke under fire, og disse var da allemande, courante, sarabande og gigue; hertil føjedes så undertiden som indledning et præludium, en entrée eller ouverture, og som intermezzi en bourrée, gavotte, passe-pied, menuet, loure eller air, og som afslutning en chaconne eller passacaglia.
Efterhånden som suiten strøg dansekarakteren af sig, og de enkelte satser antog en mere organisk forbindelse, gik den over i sonaten og symfonien.
Også i den moderne musik anvendes benævnelsen suite om sådanne cykliske kompositioner, i hvilke den tematiske udarbejdelse af de enkelte satser er mindre formbundet og den indbyrdes sammenhæng løsere end ved symfonien og sonaten.